# Pablo Hernández Montenegro
Pablo Hernández Montenegro (nacido en Santiago de Compostela, La Coruña, el 17 de febrero de 1997) es un baloncestista español que actualmente juega en las filas del Palencia Baloncesto de la Liga LEB Oro. Con 2,01 metros de estatura, juega en las posiciones de alero y ala-pívot.

## Trayectoria deportiva
Inició su trayectoria en el CB Rosalía de Castro, club con el que debutó en Liga EBA entre 2013 y 2015. 
En 2015 se enrola en la Universidad Baptista de Missouri, radicada en San Luis, y disputa con los Spartans la Division I de la NAIA. Mejora sucesivamente sus prestaciones en cada una de las cuatro temporadas de su formación académica, hasta promediar 14.8 puntos, 5.5 rebotes y 2.5 asistencias en 2018/19, recibiendo diversos galardones como el de Mejor Jugador del Año de su conferencia e integrante del Equipo Ideal de toda la competición. Fue además acreedor del Academic All-District First Team Award, que destaca a los mejores atletas universitarios del país por su rendimiento combinado deportivo y académico.
En la temporada 2019/20 firma profesionalmente con el Thor AK Akureyri, club de la Domino's League (primera división) islandesa, disputando 21 partidos en los que promedia 15.1 puntos y 7.6 rebotes, además de un 47% en tiros de tres puntos, obteniendo una Mención de Honor del portal Eurobasket.com.
En julio de 2020 firma con el CB Ciudad de Ponferrada, equipo de LEB Plata, para disputar la campaña 2020/21. Participó en 29 partidos en los que promedió 13.9 puntos y 4.6 rebotes. 
El 4 de julio de 2021 firma por el TAU Castelló de la Liga LEB Oro. Completa la temporada 2021/22 con promedios de 4.8 puntos y 3.1 rebotes.
El 15 de julio de 2022 regresa a Islandia para jugar en el UMF Þór Þorlákshöfn de la Úrvalsdeild karla.
El 7 de agosto de 2023, firma por el Club Basquet Coruña de la Liga LEB Oro.
El 16 de agosto de 2024, firma por el Palencia Baloncesto de la LEB Oro.